# الدوري الإيراني الدرجة الثانية 1974–75
الدوري الإيراني الدرجة الثانية 1974–75 هو موسم من الدوري الإيراني الدرجة الثانية. فاز فيه نادي تراكتور سازي.